# Culex castelli
Culex castelli är en tvåvingeart som beskrevs av Hamon 1957. Culex castelli ingår i släktet Culex och familjen stickmyggor.
Artens utbredningsområde är Elfenbenskusten. Inga underarter finns listade i Catalogue of Life.